# Éxar Rosales
Éxar Javier Rosales Sánchez (Lima, Perú, 20 de mayo de 1984) es un exfutbolista peruano. Jugaba de arquero y actualmente está inhabilitado por 10 años.

## Trayectoria
Fue campeón nacional con Alianza Lima en el 2004 siendo suplente de Leao Butrón y George Forsyth.
En el 2009 llega al Cienciano del Cuzco siendo un jugador querido por la afición en el 2009 alternó con Jhonny Vegas, en el 2010 y 2011 fue habitual suplente del colombiano Walter Noriega. 
En el 2014 campeona y asciende en la Segunda División Peruana con el Deportivo Municipal. 
Al año siguiente repite el campeonato esta vez con Comerciantes Unidos siendo titular en casi todos los partidos.
En el 2016 consigue la clasificación a la Copa Sudamericana 2017 con el equipo cutervino. En su debut contra el Boston River de Uruguay, el encuentro terminó 3-1 a favor de los uruguayos y Exar hizo un partido para el olvido, teniendo responsabilidad en 2 de los 3 goles y fallando un penal.
Para el año 2018 ficha por el Juan Aurich de la Segunda División del Perú para lograr volver a Primera.
Tras no obtener el ansiado ascenso para el 2019 ficha por el Ayacucho F.C. cerca de clasificar a una Sudamericana. Para el 2020 sigue con los zorros para obtener una clasificación a un torneo internacional. En la fecha 9 fue duramente criticado por una expulsión infantil donde agredió a un jugador rival provocando su expulsión y un penal en contra de su equipo, tras esto el Ayacucho F.C. perdió el partido y la punta del campeonato.

## Selección nacional
Ha sido internacional con la Selección de fútbol del Perú solo en categoría inferiores (Sub-17 y Sub-20).

## Clubes
| Club                   | País | Año       |
| ---------------------- | ---- | --------- |
| Alianza Lima           | Perú | 2003-2005 |
| Deportivo Municipal    | Perú | 2005      |
| Unión Huaral           | Perú | 2006      |
| Universidad San Marcos | Perú | 2006      |
| Sport Boys             | Perú | 2007      |
| Juan Aurich            | Perú | 2007      |
| Atlético Minero        | Perú | 2008      |
| Sport Boys             | Perú | 2008      |
| Cienciano              | Perú | 2009-2011 |
| Los Caimanes           | Perú | 2012      |
| Atlético Minero        | Perú | 2013      |
| Deportivo Municipal    | Perú | 2014      |
| Comerciantes Unidos    | Perú | 2015-2017 |
| Juan Aurich            | Perú | 2018      |
| Ayacucho               | Perú | 2019-2020 |
| Unión Comercio         | Perú | 2021      |

## Palmarés

### Campeonatos nacionales
| Título                    | Club                | País | Año  |
| ------------------------- | ------------------- | ---- | ---- |
| Primera División del Perú | Alianza Lima        | Perú | 2003 |
| Primera División del Perú | Alianza Lima        | Perú | 2004 |
| Copa Perú                 | Juan Aurich         | Perú | 2007 |
| Segunda División del Perú | Deportivo Municipal | Perú | 2014 |
| Segunda División del Perú | Comerciantes Unidos | Perú | 2015 |

### Torneos cortos
| Título          | Club         | País | Año  |
| --------------- | ------------ | ---- | ---- |
| Torneo Clausura | Ayacucho FC  | Perú | 2020 |
| Torneo Apertura | Alianza Lima | Perú | 2004 |

### Campeonatos internacionales
| Título                 | Equipo                    | Sede    | Año  |
| ---------------------- | ------------------------- | ------- | ---- |
| XV Juegos Bolivarianos | Selección del Perú Sub-18 | Ecuador | 2001 |

### Distinciones individuales
| Distinción                                                                                          | Año  |
| --------------------------------------------------------------------------------------------------- | ---- |
| Incluido en el equipo ideal del Torneo de Verano de Perú según el portal periodístico DeChalaca.com | 2017 |